# Pimelodella chaparae
Pimelodella chaparae és una espècie de peix de la família dels heptaptèrids i de l'ordre dels siluriformes.

## Morfologia
Els mascles poden assolir els 5,1 cm de llargària total.

## Distribució geogràfica
Es troba a Amèrica: conca del riu Beni (Bolívia).